# Haszim Safi ad-Din
Haszim Safi ad-Din (arab. ‏هاشم صفي الدين‎, ur. 1964 w Dajr Kanun an-Nahr w Libanie, zm. prawdopodobnie 3 października 2024 w Ad-Dahijji) – libański polityk.
Był uznawany za terrorystę przez Stany Zjednoczone oraz Arabię Saudyjską.

## Biografia
Haszim Safi ad-Din urodził się w 1964 roku w Dajr Kanun an-Nahr w południowym Libanie w szanowanej rodzinie szyickiej. Był kuzynem Hasana Nasr Allaha od strony matki. Jego brat, Abd Allah Safi ad-Din, jest przedstawicielem Hezbollahu w Iranie.
Haszim Safi ad-Din studiował teologię w An-Nadżafie w Iraku oraz wraz z Nasr Allahem w Komie w Iranie, aż do 1994 roku, kiedy to został wezwany do Libanu przez Hasana Nasr Allaha i od tamtej pory był przygotowywany przez niego na swojego następcę.
W czerwcu 2020 roku jego syn, Rida Haszim Safi ad-Din, poślubił Zejnab Solejmani, córkę byłego dowódcy sił Ghods, Ghasema Solejmaniego, który zginął w 2020 roku w amerykańskim ataku lotniczym w Iraku.
Siły izraelskie twierdzą, że ad-Din zginął w wycelowanym w niego nalocie 3 października 2024 roku, jednak fakt ten nie został dotychczas potwierdzony przez Hezbollah.